# Liga dos Campeões da CONCACAF de 2013–14 – Fase de Grupos
A Fase de Grupos da Liga dos Campeões da CONCACAF de 2013–14 foi disputada entre 6 de agosto de 2013 até 24 de outubro de 2013. Um total de 24 times participaram desta fase.

## Grupos
As partidas foram disputadas ente agosto e outubro de 2013.
Todas as partidas seguem o fuso horário (UTC−4).

### Grupo 1
| Equipe         | P | J | V | E | D | GP | GC | SG |
| -------------- | - | - | - | - | - | -- | -- | -- |
| Árabe Unido    | 9 | 4 | 3 | 0 | 1 | 7  | 3  | +4 |
| Houston Dynamo | 7 | 4 | 2 | 1 | 1 | 4  | 2  | +2 |
| W Connection   | 1 | 4 | 0 | 1 | 3 | 1  | 7  | –6 |

| 8 de agosto de 2013 | Árabe Unido                  | 3 – 1     | W Connection | Estádio Rommel Fernández, Cidade do Panamá |
| 22:00               | Ward 21', 33' · González 53' | Relatório | Benjamin 76' | Público: 1 000 Árbitro: DOM Sandy Vazquez  |

| 20 de agosto de 2013 | W Connection | 0 – 0     | Houston Dynamo | Estádio Hasely Crawford, Port of Spain      |
| 20:00                |              | Relatório |                | Público: 1 500 Árbitro: MEX Marco Rodríguez |

| 27 de agosto de 2013 | Houston Dynamo  | 2 – 1     | Árabe Unido     | BBVA Compass Stadium, Houston          |
| 20:00                | Weaver 23', 76' | Relatório | Arroyo 8' (pen) | Público: 12 694 Árbitro: CRC Hugo Cruz |

| 19 de setembro de 2013 | W Connection | 0 – 2     | Árabe Unido            | Estádio Hasely Crawford, Port of Spain    |
| 20:00                  |              | Relatório | Fraiz 28' · Arroyo 60' | Público: 1 000 Árbitro: BRB Trevor Taylor |

| 25 de setembro de 2013 | Houston Dynamo            | 2 – 0     | W Connection | BBVA Compass Stadium, Houston                |
| 20:00                  | Johnson 39' · Boswell 52' | Relatório |              | Público: 11 933 Árbitro: CRC Ricardo Montero |

| 24 de outubro de 2013 | Árabe Unido  | 1 – 0     | Houston Dynamo | Estádio Agustín Sánchez, La Chorrera |
| 20:00                 | González 62' | Relatório |                | Árbitro: JAM Courtney Campbell       |

### Grupo 2
| Equipe               | P | J | V | E | D | GP | GC | SG |
| -------------------- | - | - | - | - | - | -- | -- | -- |
| Sporting Kansas City | 8 | 4 | 2 | 2 | 0 | 5  | 1  | +4 |
| Olimpia              | 7 | 4 | 2 | 1 | 1 | 2  | 2  | 0  |
| Real Estelí          | 1 | 4 | 0 | 1 | 3 | 1  | 5  | –4 |

| 7 de agosto de 2013 | Real Estelí | 0 – 2     | Sporting Kansas City  | Estádio Independência, Estelí |
| 22:00               |             | Relatório | Opara 33' · Dwyer 76' | Árbitro: PAN Jafeth Perea     |

| 21 de agosto de 2013 | Real Estelí | 0 – 1     | Olimpia    | Estádio Independência, Estelí               |
| 22:00                |             | Relatório | Méndez 47' | Público: 4 800 Árbitro: CRC Ricardo Montero |

| 27 de agosto de 2013 | Olimpia | 0 – 2     | Sporting Kansas City | Estádio Tiburcio Carías Andino, Tegucigalpa |
| 22:00                |         | Relatório | Saad 27', 68' (pen)  | Árbitro: CRC Henry Bejarano                 |

| 17 de setembro de 2013 | Sporting Kansas City | 1 – 1     | Real Estelí | Sporting Park, Kansas City                 |
| 20:00                  | Peterson 78'         | Relatório | Calero 54'  | Público: 18 467 Árbitro: DOM Sandy Vázquez |

| 24 de setembro de 2013 | Olimpia    | 1 – 0     | Real Estelí | Estádio Tiburcio Carías Andino, Tegucigalpa |
| 22:00                  | Lozano 67' | Relatório |             | Árbitro: PUR William Anderson               |

| 23 de outubro de 2013 | Sporting Kansas City | 0 – 0     | Olimpia | Sporting Park, Kansas City                |
| 20:00                 |                      | Relatório |         | Público: 18 467 Árbitro: SLV Joel Aguilar |

### Grupo 3
| Equipe    | P  | J | V | E | D | GP | GC | SG  |
| --------- | -- | - | - | - | - | -- | -- | --- |
| Cruz Azul | 12 | 4 | 4 | 0 | 0 | 10 | 2  | +8  |
| Herediano | 6  | 4 | 2 | 0 | 2 | 11 | 8  | +3  |
| Valencia  | 0  | 4 | 0 | 0 | 4 | 4  | 15 | –11 |

| 8 de agosto de 2013 | Valencia      | 1 – 6     | Herediano                                                                  | Stade Sylvio Cator, Porto Príncipe |
| 20:00               | R. Joseph 67' | Relatório | Gómez 39' · Ruiz 44' · Núñez 55' · Sánchez 71' · Porras 81' · Duverger 85' | Árbitro: PUR William Anderson      |

| 22 de agosto de 2013 | Cruz Azul                                | 3 – 0     | Herediano | Estádio Azul, Cidade do México             |
| 20:00                | Pereira 32' · Pavone 42' · Torrado 45+1' | Relatório |           | Público: 3 000 Árbitro: HON Armando Castro |

| 28 de agosto de 2013 | Valencia | 1 – 2     | Cruz Azul             | Stade Sylvio Cator, Porto Príncipe       |
| 20:00                | Amy 72'  | Relatório | Amione 17' · Lara 86' | Público: 3 000 Árbitro: NCA Óscar Dávila |

| 18 de setembro de 2013 | Herediano                                      | 4 – 2     | Valencia                | Estádio Alejandro Morera Soto, Alajuela  |
| 22:00                  | Vargas 1' · Díaz 7' · Sánchez 52' · Porras 77' | Relatório | R. Joseph 50' · Amy 85' | Público: 2 000 Árbitro: HON Erick Andino |

| 24 de setembro de 2013 | Cruz Azul          | 3 – 0     | Valencia | Estádio Azul, Cidade do México |
| 20:00                  | Emaná 6', 31', 75' | Relatório |          | Árbitro: CRC Jeffrey Solis     |

| 22 de outubro de 2013 | Herediano  | 1 – 2     | Cruz Azul           | Estádio Alejandro Morera Soto, Alajuela  |
| 22:00                 | Porras 56' | Relatório | Emaná 6' · Lara 89' | Público: 6 000 Árbitro: GUA Walter Lopez |

### Grupo 4
| Equipe                 | P | J | V | E | D | GP | GC | SG |
| ---------------------- | - | - | - | - | - | -- | -- | -- |
| Alajuelense            | 9 | 4 | 3 | 0 | 1 | 4  | 1  | +3 |
| América                | 6 | 4 | 2 | 0 | 2 | 4  | 2  | +2 |
| Sporting San Miguelito | 3 | 4 | 1 | 0 | 3 | 1  | 6  | –5 |

| 7 de agosto de 2013 | Sporting San Miguelito | 0 – 1     | América      | Estádio Rommel Fernández, Cidade do Panamá |
| 22:00               |                        | Relatório | Bermúdez 24' | Público: 3 000 Árbitro: GUA Oscar Reyna    |

| 22 de agosto de 2013 | Sporting San Miguelito | 1 – 0     | Alajuelense | Estádio Rommel Fernández, Cidade do Panamá |
| 22:00                | Pretelt 38'            | Relatório |             | Árbitro: JAM Valdin Legister               |

| 29 de agosto de 2013 | Alajuelense       | 1 – 0     | América | Estádio Alejandro Morera Soto, Alajuela |
| 22:00                | Sánchez 83' (pen) | Relatório |         | Árbitro: SLV Elmer Bonilla              |

| 17 de setembro de 2013 | América                        | 3 – 0     | Sporting San Miguelito | Estádio Azteca, Cidade do México |
| 22:00                  | Jiménez 40', 78' · Andrade 81' | Relatório |                        | Árbitro: SUR Enrico Wijngaarde   |

| 26 de setembro de 2013 | Alajuelense                | 2 – 0     | Sporting San Miguelito | Estádio Alejandro Morera Soto, Alajuela |
| 22:00                  | Palacios 62' · Alpízar 76' | Relatório |                        | Público: 6 000 Árbitro: USA Juan Guzman |

| 22 de outubro de 2013 | América | 0 – 1     | Alajuelense  | Estádio Azteca, Cidade do México            |
| 20:00                 |         | Relatório | Palacios 55' | Público: 20 000 Árbitro: PAN Roberto Moreno |

### Grupo 5
| Equipe               | P | J | V | E | D | GP | GC | SG |
| -------------------- | - | - | - | - | - | -- | -- | -- |
| San José Earthquakes | 6 | 4 | 2 | 0 | 2 | 4  | 2  | +2 |
| Montreal Impact      | 6 | 4 | 2 | 0 | 2 | 3  | 4  | –1 |
| Heredia              | 6 | 4 | 2 | 0 | 2 | 3  | 1  | +2 |

Critérios de desempate
- Todos os três times empataram em pontos, o desempate foi decidido pelo total de gols marcados.

| 7 de agosto de 2013 | Montreal Impact | 1 – 0     | San José Earthquakes | Saputo Stadium, Montreal                   |
| 20:00               | Camara 17'      | Relatório |                      | Público: 15 115 Árbitro: PUR Javier Santos |

| 21 de agosto de 2013 | Heredia     | 1 – 0     | Montreal Impact | Estádio Cementos Progreso, Cidade da Guatemala |
| 22:00                | Córdoba 88' | Relatório |                 | Árbitro: MEX Paul Delgadillo                   |

| 28 de agosto de 2013 | Heredia     | 1 – 0     | San José Earthquakes | Estádio Cementos Progreso, Cidade da Guatemala |
| 22:00                | Miranda 68' | Relatório |                      | Árbitro: MEX José Penaloza                     |

| 17 de setembro de 2013 | San José Earthquakes                       | 3 – 0     | Montreal Impact | Buck Shaw Stadium, Santa Clara |
| 22:00                  | Wondolowski 21' · Chávez 57' · Salinas 84' | Relatório |                 | Árbitro: HON Armando Castro    |

| 24 de setembro de 2013 | Montreal Impact        | 2 – 0     | Heredia | Saputo Stadium, Montreal       |
| 20:00                  | Paponi 4' · Wenger 54' | Relatório |         | Árbitro: JAM Courtney Campbell |

| 23 de outubro de 2013 | San José Earthquakes | 1 – 0     | Heredia | Buck Shaw Stadium, Santa Clara |
| 22:00                 | Wondolowski 62'      | Relatório |         | Árbitro: MEX Roberto García    |

### Grupo 6
| Equipe         | P  | J | V | E | D | GP | GC | SG  |
| -------------- | -- | - | - | - | - | -- | -- | --- |
| Toluca         | 12 | 4 | 4 | 0 | 0 | 15 | 4  | +11 |
| Comunicaciones | 6  | 4 | 2 | 0 | 2 | 7  | 7  | 0   |
| Caledonia AIA  | 0  | 4 | 0 | 0 | 4 | 2  | 13 | –11 |

| 6 de agosto de 2013 | Toluca                               | 3 – 1     | Caledonia AIA | Estádio Nemesio Díez, Toluca           |
| 20:00               | Benítez 24' · Almazán 30' · Nava 61' | Relatório | Wade 88'      | Público: 5 000 Árbitro: PAN John Pitti |

| 22 de agosto de 2013 | Comunicaciones | 1 – 2     | Toluca                     | Estádio Cementos Progreso, Cidade da Guatemala |
| 22:00                | López 19'      | Relatório | Nava 17' · Cacho 26' (pen) | Público: 12 000 Árbitro: PUR Javier Santos     |

| 29 de agosto de 2013 | Caledonia AIA | 0 – 3     | Comunicaciones         | Estádio Hasely Crawford, Port of Spain |
| 20:00                |               | Relatório | Suárez 11', 62', 90+4' | Árbitro: HON Erick Andino              |

| 18 de setembro de 2013 | Caledonia AIA | 1 – 5  | Toluca                                                  | Estádio Hasely Crawford, Port of Spain    |
| 20:00                  | Bain 46'      | Report | Nava 18', 67' · Muhammad 28' · Brambila 41' · Sinha 72' | Público: 500 Árbitro: JAM Valdin Legister |

| 25 de setembro de 2013 | Comunicaciones            | 2 – 0     | Caledonia AIA | Estádio Cementos Progreso, Cidade da Guatemala |
| 22:00                  | Arreola 30' · Benítez 42' | Relatório |               | Árbitro: CUB Marcos Brea                       |

| 23 de outubro de 2013 | Toluca                                      | 5 – 1     | Comunicaciones | Estádio Nemesio Díez, Toluca               |
| 20:00                 | Nava 5', 89' · Benítez 23', 72' · Trejo 67' | Relatório | Márquez 55'    | Público: 6 000 Árbitro: CRC Walter Quesada |

### Grupo 7
| Equipe           | P  | J | V | E | D | GP | GC | SG  |
| ---------------- | -- | - | - | - | - | -- | -- | --- |
| Tijuana          | 10 | 4 | 3 | 1 | 0 | 10 | 2  | +8  |
| Luis Ángel Firpo | 7  | 4 | 2 | 1 | 1 | 6  | 3  | +3  |
| Victoria         | 0  | 4 | 0 | 0 | 4 | 4  | 15 | –11 |

| 6 de agosto de 2013 | Luis Ángel Firpo | 0 – 0     | Tijuana | Estádio Cuscatlán, San Salvador            |
| 22:00               |                  | Relatório |         | Público: 2 000 Árbitro: CRC Henry Bejarano |

| 20 de agosto de 2013 | Victoria                       | 2 – 3     | Tijuana                                  | Estádio Nilmo Edwards, La Ceiba |
| 22:00                | Crisanto 48' (pen) · Elvir 86' | Relatório | Arriola 12' · Olsina 41' · Pellerano 69' | Árbitro: SLV Marlon Mejia       |

| 28 de agosto de 2013 | Tijuana      | 1 – 0     | Luis Ángel Firpo | Estádio Caliente, Tijuana    |
| 22:00                | Martínez 82' | Relatório |                  | Árbitro: CAN Silviu Petrescu |

| 19 de setembro de 2013 | Luis Ángel Firpo         | 2 – 1     | Victoria  | Estádio Cuscatlán, San Salvador |
| 22:00                  | Guerava 72' · Rivera 82' | Relatório | Hoyos 19' | Árbitro: PAN Jafeth Perea       |

| 26 de setembro de 2013 | Tijuana                                                    | 6 – 0     | Victoria | Estádio Caliente, Tijuana                  |
| 22:00                  | Olsina 17' · Arriola 33' · Cerda 34' · Gomez 60', 68', 85' | Relatório |          | Público: 17 000 Árbitro: SLV Elmer Bonilla |

| 23 de outubro de 2013 | Victoria   | 1 – 4     | Luis Ángel Firpo                                    | Estádio Nilmo Edwards, La Ceiba |
| 22:00                 | Vuelto 50' | Relatório | García 45+2' (pen) · Canales 68', 81' · Guevara 86' | Árbitro: GUA Oscar Reyna        |

### Grupo 8
| Equipe             | P | J | V | E | D | GP | GC | SG |
| ------------------ | - | - | - | - | - | -- | -- | -- |
| Los Angeles Galaxy | 9 | 4 | 3 | 0 | 1 | 6  | 4  | +2 |
| Isidro Metapán     | 4 | 4 | 1 | 1 | 2 | 6  | 5  | +1 |
| Cartaginés         | 4 | 4 | 1 | 1 | 2 | 4  | 7  | –3 |

| 8 de agosto de 2013 | Isidro Metapán         | 2 – 4     | Cartaginés                           | Estádio Cuscatlán, San Salvador |
| 22:00               | Sirias 45' · Muñoz 56' | Relatório | Herrera 41', 69', 80' · Flores 45+2' | Árbitro: USA Juan Guzman        |

| 27 de agosto de 2013 | Cartaginés | 0 – 0     | Isidro Metapán | Estádio Nacional da Costa Rica, San José |
| 22:00                |            | Relatório |                | Árbitro: BRB Trevor Taylor               |

| 25 de setembro de 2013 | Cartaginés | 0 – 3     | Los Angeles Galaxy                     | Estádio Nacional da Costa Rica, San José |
| 22:00                  |            | Relatório | McBean 5' · Hoffman 19' · Courtois 30' | Árbitro: PAN John Pitti                  |

| 24 de outubro de 2013 | Isidro Metapán           | 4 – 0     | Los Angeles Galaxy | Estádio Cuscatlán, San Salvador |
| 22:00                 | Muñoz 30', 31', 33', 41' | Relatório |                    | Árbitro: MEX Paul Delgadillo    |